# DigitalGlobe
DigitalGlobe (NYSE: DGI) é uma empresa estadunidense com sede em Boulder, Colorado, que fornece imagens comerciais do espaço e conteúdo geoespacial, além de serviços de sensoriamento remoto.
A empresa veio a público na Bolsa de New York em 14 de maio de 2009, vendendo 14,7 milhões de partes em US$ 19,00 cada para levantamento em US$ 279 milhões em capital. Em 5 de outubro de 2017, a Maxar Technologies concluiu a aquisição da DigitalGlobe.
A empresa foi responsável pelo lançamento de diversos satélites como o Early Bird 1, o QuickBird, o WorldView-1 e o WorldView-2. Diversas empresas e organizações realizam contratos com a DigitalGlobe; entre essas estão a NASA, o Departamento de Defesa dos Estados Unidos e a empresa de tecnologia Google Inc.. Os satélites "WorldView" da empresa não devem ser confundidos com a empresa não relacionada World View (uma operadora de balão estratosférico).